# طب النساء
طب النساء (بالإنجليزية: Gynaecology)‏ أو (بالإنجليزية: Gynecology)‏ هو أحد فروع الطب الحديث وَيختص في علم وظائف الأعضاء الأنثوية وصِحة الجهاز التناسلي للأنثى (المهبل والرحم والمبيض) وَيهتم أيضاً بالثدي، ويمكن تعريف طب النساء بشكل حَرفي على أنهُ «علم النساء»، وَيُعتبر طب الذكورة نَظيره، حيثُ يتعامل مع القضايا الطبية الخاصة بالجهاز التناسلي الذكري.
يُعتبر جميع أخصائي طب النساء بنفس الوقت أخصائيين في طب التوليد (طب التوليد والنسائيات)، ويُعتبر تخصص طب التوليد وطب النساء متداخلين بشكل كبير.

## التسمية
Gynaecology كلمة تأتي من اللغة اليونانية؛
(Gyne(γυνή تعني المرأة.
Logia تعني دراسة.

## تاريخ طب الّنسائيّة
- إن برديّة الكاهون لأمراض الّنسائية والّتوليدKahun Gynecological Papyrus)) هي أقدم الّنصوص الّطبية المعروفة من أيّ نوع. والتي يعود تاريخها إلى 1800 قبل الميلاد. وتتعامل مع شكاوى المرأة من: الأمراض والخصوبة والحمل ووسائل منع الحمل وما إلى ذلك. تنقسم هذه البردية إلى أربعة وثلاثين قسماً، كل قسم يتعامل مع مشكلة معيّنة ويحتوي على الّتشخيص والعلاج لهذه المشكلة بدون توقعات لسير المرض. كما أنّ العلاجات التي توافرت هي علاجات غير جراحيّة، والتي تتضمّن وضع الّدواء على عضوّ الجسم المصاب أو إعطائه عن طريق الفم. وكان الّرحم يعتبر مصدراً للشكاوي في تلك الأوقات والذي قد تظهر أعراض إصابته على أجزاء أخرى من الجسم.[1]
- كانت «مجموعة أبقراط» ((Hippocratic Corpus تحتوي على مجموعة أطروحات متعلّقة بطب الّنسائيّة وتعود إلى القرنين الّرابع والّخامس قبل الميلاد. وأطروحة Gynaikeiaلسورا نوس (و هو طبيب نسائي من مدينة أفسس اليونانية) وتعود إلى القرنين الأول والثاني بعد الميلاد (بالإضافة إلى إعادة صياغة نص سورانوس باللغة اللاتينية في القرن السادس من قبل ميوزيكو Muscio)لا تزال باقية إلى الآن، وكان سورا نوس هو الممثل الرئيسي لمدرسة الأطبّاء التي تعرف ب «الميثودية».
- يعتبر جيمس ماريون سيمزJ. Marion Simsأبو علم طب النسائيّة الحديث[2] والذي طوّر أساليبه من خلال إجراء التجارب الّطبية على العبيد،[3] والتي كان معظمها من غير استخدام التخدير.[4]

## الفحص الطبي
في بعض البلدان، كان على الّنساء زيارة الطبيب العام أولا قبل الّتوجُه إلى الاختصاصي (طبيب النساء). فإذا تطلبت الحالة مزيداً من الّتدريب أو المعرفة أو إجراء عمليّة جراحيّة أو الحاجة إلى معدّات خاصّة غير متوافرة لدى الّطبيب العام عندها يتم تحويل هذه الحالة إلى طبيب الّنسائية. على عكس الولايات المتحدة، فإن القانون والتأمين الّصحي مكّن للاختصاصيّين من توفير الّرعاية الّصحية الأوليّة بالإضافة إلى جوانب اختصّاصه، مما أتاح للنساء إمكانيّة مراجعة طبيب الّنساء في مشكلات غير متعلّقة بطبّ الّنسائيّة ودون الإحّالة من طبيب آخر.
كما هو الحال في مختلف الّتخصصات الّطبية، فإنّ أخذ الّتاريخ الّطبي وإجراء الفحص الّسريري هما الأساس في تشخيص الحالة. إنّ فحص الّنسائيّة هو من الفحوصات التي تعنى بالمناطق الحساسة فهو يختلف عن الفحص الّسريري الّروتيني. كما يتطلب أدوات فريدة من نوعها كالمنظار؛ الذي يتكون من شفرتين مفصليتيّن من المعدن أو البلاستيك تستخدمان لسحب أنسجة المهبل والّتمكُن من فحص عنق الّرحم (الجزء السفلي من الّرحم فوق الجزء العلوي من المهبل). الفحص يتم باستخدام كلتا اليدين bimanual examination)) حيث يتم وضع إحدى اليدين على البطن وإصبع أو إصبعين من اليد الأخرى داخل المهبل لجس عنق الّرحم والمبايض والحوض. كما يستخدم الفحص المستقيمي-المهبلي لفحص الحوض خاصة عند الاشتباه بوجود أيّ كتلة. قد يصطحب طبيب النسائيّة مرافقة أنثى خلال تقديمه للفحص.
يتم فحص البطن والمهبل بالموجات فوق الّصوتية لتأكيد أو نفي أيّ مشكلة اشتبه بها الّطبيب خلال الفحص اليدوي أو عند أخذ الّتاريخ الّطبي.

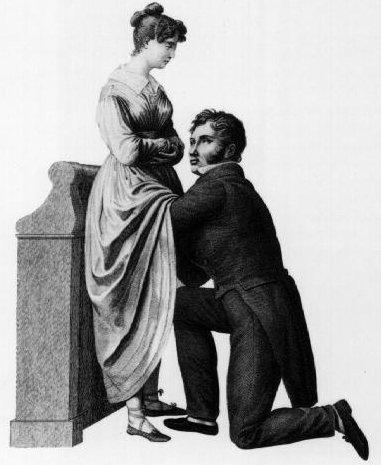
المحرمات الّتاريخية المرتبطة بفحص الأعضاء التناسلية للأنثى منعت علم الّنسائية لفترة طويلة. هذا الرسم من قبل جاك بيير عام 1822 و الذي يبيّن عمليّة الفحص حيث يركع الّطبيب أمام المرأة دون رؤية الأعضاء الّتناسلية. لم يعد طب أمراض الّنسائيّة الحديث يستخدم هذه الوضعية بالفحص.

## الأمراض
الحالات التي يتعامل معها طبيب الّنسائيّة:
- الّسرطان والأمراض الّسابقة للتسرّطُن في الأعضاء التّناسلية بما في ذلك المبيض، قناة فالوب والّرحم وعنق الّرحم والمهبل، والفرج.
- السلس البولي.(التبول اللاإرادي)
- انقطاع الحيض (غياب الّدورة الّشهرية)
- عسر الّطمث (آلام في الّدورة الّشهرية)
- العقم.
- غزارة الّطمث (الّدورة الّشهرية الثقيلة)؛ يعدّمؤشراً شائعاً لاستئصال الّرحم.
- تدلي وهبوط أجهزة الحوض.
- التهابات المهبل (التهاب المهبل)، عنق الّرحم والّرحم (بما في ذلك الالتهاباتالفطرية، البكتيرية، الفيروسية، والأوليات (الطفيليات))
- غيرها من الأمراض المهبلية
- هناك بعض الّتداخل مع الاختصاصات الأخرى على سبيل المثال: امرأة تعاني من السلس البولي قد يتم تحويلها إلى أخصّائي المسالك البولية.

## العلاجات
كما هو الحال مع جميع الّتخصصات الجراحية، فإنّ طبيب الّنسائيّة يقدّم العلاجات الّطبيّة أو الجراحية أو كليهما؛ حسب طبيعة المرض المراد علاجه. إنّ تقديم العلاج الذي يسبق ويلي العمليات الجراحية قد يتضمّن استخدام العديد من الأدوية منها: المضّادات الحيوية، مدرّات البول، خافضات ضغط الّدم، ومضّادات القيء.كما قد يستخدم الّطبيب بعض الهرمونات المتخصّصة للعلاج (مثل سترات الكلوميفين ومنع الحمل عن طريق الهرمونات) لعلاج اضطرابات الجهاز الّتناسلي للأنثى التي تستجيب لإفرازات الغدة الّنخامية والغدد الّتناسلية.
للحصول على قوائم أدوية الأمراض الّنسائية (من قِبل نظام الّتصنيف الكيميائي العلاجي الّتشريحي (ك ع ت) انظر إلى الّرمزيّن G01 و G02
تعدّ العمليات الجراحيّة الّدعامة الأساسيّة لعلاج أمراض الّنساء. ولأسباب تاريخيّة وسياسيّة، لم يكن طبيب الّنسائيّة يعدّ جرّاحاً، بالّرغم من أنّ هذه الّنقطة كانت دائماً مصدراً للجدل. ولكن حالياً ومع الّتقدّم في مجاليّ الجراحة العامة وطب الّنسائية تمّ إزالة خطوط الّتفرقة هذه. ومع ظهور الّتخصُصات الفرعيّة في مجال الّنسائيّة ذات الّطبيعة الجراحيّة (مثل تخصصات في الجهاز البولي للأنثى وعلم الأورام الخاص بالأعضاء الّتناسلية للأنثى)، فقد أصبح طبيب الّنسائيّة يعدّ جرّاحاً معترفاً به من قِبل الجراحين والمجتمعات الجراحيّة. وكدليل على ذلك فإن طبيب الّنساء أصبح مؤهَلاً للالتحاق ببرامج الّزمالة في كلّ من كليَة الجراحة الأمريكية وكليَة الجراحة الملكيّة. كما أنَ كتب الّتدريس الجراحية الحديثة تحتوي فصولاً خاصة بالجراحة المتعلّقة بطب الّنساء.

### العمليات الأكثر شيوعاً التي يؤدّيها أطبّاء الّنسائيّة
- عمليّة الّتوسيع والكشط (وهي إزالة محتويات الّرحم لأسباب عديدة: منها إتمام عمليّة الإجهاض وأخذ العيّنات الّتشخيصيّة عند وجود نزيف غير طبيعي بالّرحم نتيجة العلاجات الّطبيّة)
- استئصال الرحم
- استئصال المبيض
- قطع قناة فالوب أوربط قناة فالوب (يؤدي إلى عقم دائم)
- تنظير البطن (لتشخيص وعلاج آلام البطن والحوض وخاصة الانتباذ البطاني الّرحمي)
- فتح البطن الاستكشافي (للتحقق من مستوى تقدُم الأمراض الحميدة أو الخبيثة التي قد تصيب أعضاء الحوض)
- علاجات جراحيّة متعلّقة بالسلس البولي، مثل تنظير المثانة واستخدام رافعات مجرى البول.
- علاجات جراحيّة خاصة بتدلي أعضاء الحوض، مثل القيلة المثانية والقيلة المستقسمية.
- استئصال الّزائدة الّدودية (عند إجراء عمليّات استئصال الّرحم أو الولادة القيصريّة) وذلك لإزالة موضع الألم في حالات الانتباذ البطاني الّرحمي أو للوقاية من التهاب الّزائدة الّدودية.أو في حالات سرطان المبيَض.
- عمليات استئصال عنق الّرحم (من خلال الابتراض الهوائي) وهي إزالة سطح عنق الرحم الذي يحتوي على خلايا ما قبل سرطانية والتي تم التعرف عليها من خلال تقنية مسحة عنق الرحم (Pap smear)

## تدريب متخصص
إن الكليّة الملكيّة لأطبّاء الّتوليد وأمراض الّنساء في المملكة المتحدة، التي أنشئت في لندن، قد شجّعت العلوم والممارسات المتعلقة بالّتوليد وأمراض اّلنساء. وذلك من خلال الّتعليم واّلتدريب المتطوّر لطلاب اّلدراسات العليا ونشر المبادِئ التوجيهيّة الّسريريّة وتقارير عن جوانب توفير الّتخصص والخدمة. كما يعمل مكتب الكليّة الملكيّة مع المنظّمات الدولية الأخرى للمساعدة على خفضِ معدلاتِ المرضى والوفيّات خاصة في البلدان قليلة الموارد.
علم الأورام النسائيّ: هو أحد الاختصاصات الفرعيّة لطبّ النسائيّة الذي يعالج الّسرطانات المرتبطة بالجهاز الّتناسلي للأنثى.

## جنس الأطبّاء
تاريخياً؛ وكجميع الّتخصصات الطبيّة - على الّرغم من كون جميع المرضى إناثاً - فإنَ طب النسائيَة كان يُمارس من قِبل الأطبَاء الّذكور. غير أنَه وفي الآونة الأخيرة وبعد إزالة الحواجز التعليميّة والّتدريبيّة التي تحوَل دون مُمارسة هذا التخصص، فإنَ عدد الطبيبات أصبح يفوق عدد الأطبَاء الذكور. وهنالك أسباب عديدة لذلك؛ منها تجارُب الّنساء مع الأطبّاء التي لم تجرِ على نحوٍ جيّد، مما حفّزهنّ على الاختصاص في هذا المجال. كما أنً بعض الأطبّاء الّذكور أصبَحوا يُفضّلون الّتخصص في المجالات الطبية الأخرى.
وهنالك أسباب أخرى أدًت إلى انخفاض أعداد أطبًاء الّنسائية الّذكور، منها: قلًة الاحترام التي واجهها الأطبًاء من زُملائِهم، والّتشكيك بِدَوافِعهم للعمل حصرا مع الأعضاءِ الّتناسلية للأنثى، والتساؤُلات ِالتي أُثيرَت حَول شخصيًتهم الكليّة ، وارتِباطهم مع أطباءٍ آخرين تمً القبض عليهم لارتِكابِهم الجرائِم الجنسيًة. وأخيراً؛ محدوديًة فُرَص العمل.
تُبَيّن الّدراسات عدم شعور غالبية اّلنساء بالّراحةِ عندَ الفحص من قِبَل طبيب ذكر. وبما أنً الفحص من قِبَل طبيبة يُقَلّل من شعورِ المرأةِ بالِإحراج فإنًها تتمكًن من التحدٌث بحريًة تامّة وبتفاصيل أوضح عن الّشكوى. وهذا أدًى إلى تساؤُلات حول قُدرَةِ الّطبيب الّذكر على تقديم الّرعايةِ الجيّدة. وبالّتالي فإنً عدداً أكبر من الّنساء يتوجًهنَ للطبيبات  وهذا أدّى إلى قلة اختيار الأطباّء الّذكور لهذا الاختصاص.
و مع تمكُن المرأة من اختيار جنس طبيب النسائيًة، فقد بدأ التشكيك في أفضليًةِ اختيارِها. في استطلاع على الإنترنت تبيًن أنً أكثر من 70% من الّنساء يتّفقن على أنًهُ من الطبيعي عدم رِضا الزوج عن توجٌه زوجته لزيارةِ طبيب الّنسائيّة الّرجل. ولقد كان هناك بعض التقارير عن علاقات انتهت نتيجة اختيار المرأة لطبيب نسائيّة رجل
؛ فقد يشعرُ الّزوج أنً زوجتَه ترغبُ في أن يقوم رَجُلا آخر في لَمسِها والعبث في أعضائِها الّتناسلية خلال إجراء الفحوص الّروتينيّة بالٌرغم من وجود الّطبيبات المختصًات واعتبار ذلك الفعل «خيانة». كما اعترف بعضُ الأطباّءُ الّذكور أنًه هناك تحرٌشات من قِبَل المرضى أثناء تقديم الفحص وهذا أيضاً من أسبابِ تجنُبِهم لهذا الاختصاص.
ولقد وَجدَت الًتقارير في الولايات المتحدة أنً أربعة من أصلِ خمسة طلاب ممن يختارون الإقامة في طب النسائيّة هم إناث. في الّسويد، لمواجهة قلًة الطلب على أطبّاء الّنسائيّة الّذكور، سُلِبَت المرأة حقًها في اختيارِ جنس الّطبيب. في تركيا، نتيجة لتفضيل الّنساء للفحص من قِبَل طبيبة فإنً هناك عدد قليل جداً من الأطبّاء الّذكور.
كان هناك عدد من التحديًات القانونية في الولايات المتحدة ضد مقدّمي الّرعاية الصحيًة الذين بدأوا بالّتوظيف بناءً على جنس الّطبيب. قال الّدكتور «مرسيافلينو» أنً فريق الموظًفين تمايز ضِدًه تحقيقاً لرغبةِ بعض المريضات في أن يتم فحصهنً من قِبَل طبيبة. واعترض ممرض على إعلان ينص على أنً الّتوليد وطب الّنساء يُمارَس من قِبَل طبيبات فقط في كولومبيا، واعتُبِرَ ذلك تمييزاً جنسياً. ورفع د. ديفيد جار فينكل دعوة قضائية على رب عمله الّسابق في نيو جيرسي الذي طرده لأنًه كما ادًعى: «لأنني ذكر، لم أكن أجذِب المرضى بالّشكل الذي كانوا يتوقعون».
فَشِلت كل الادّعاءات القانونية من قِبَل أطبًاء الّنساء الّذكور لإزالةِ حق المريض في اختيار طبيبه استناداً إلى قانون «حُسن نيًة التأهيل المهني» للتوظيف.
وقد أُشير إلى أنً بعضَ المؤسسات الّطبية قد بدأت في توظيف أطبّاء أمراض الّنساء الّذكور ويَرجِع ذلك إلى مَظهرِهم الخارجي وذلك كمُحاوَلةٍ لجذب المرضى من الّنساء بطرقٍ أخرى.
بعض الأعمال التي يقوم بها طبيب النسائيًة:
وخلال فترة حمل المرأة يكون طبيب الّتوليد مسؤولاً عن صحةِ كل من الأمِ والجنين. وعلى الّطبيبِ المعالج أن يهتم بمعالجةِ الأم متجنبًا أيًة متاعب صحيّة يُمكن أن تلَحق بالجنين. وأثناء الولادة يُساعِد أخصائي التوليد في إتمام عمليّة ولادةِ الّطفل. وبعد ذلك يقوم بفحصِ الأم بصورة دوريّة للتأكٌد من أنًها قد استعادت طبيعتها من بعد التغيٌرات التي طرأت على جسمها أثناء فترة الحمل. ويتعامل طبيب أمراض الّنساء مع الاضطرابات التي يتعرّض لها الّرحم والمبيّضيّن وقناتَيّ فالوب والأعضاء الأُخرى من جهاز الأنثى التناسلي. وقد تظهر مثل تلك الاضطرابات عند الولادة أو قد تنجم عن التهابات أو أورام أو إصابات أو اختلال في توازن الهورمونات. وقد يستخدم طبيب أمراض الّنساء العقاقير الطبيّة أو قد يضّطر إلى إجراء عمليّة جراحيّة لعلاج المريضة.